# Sept Lettrés de Jian'an

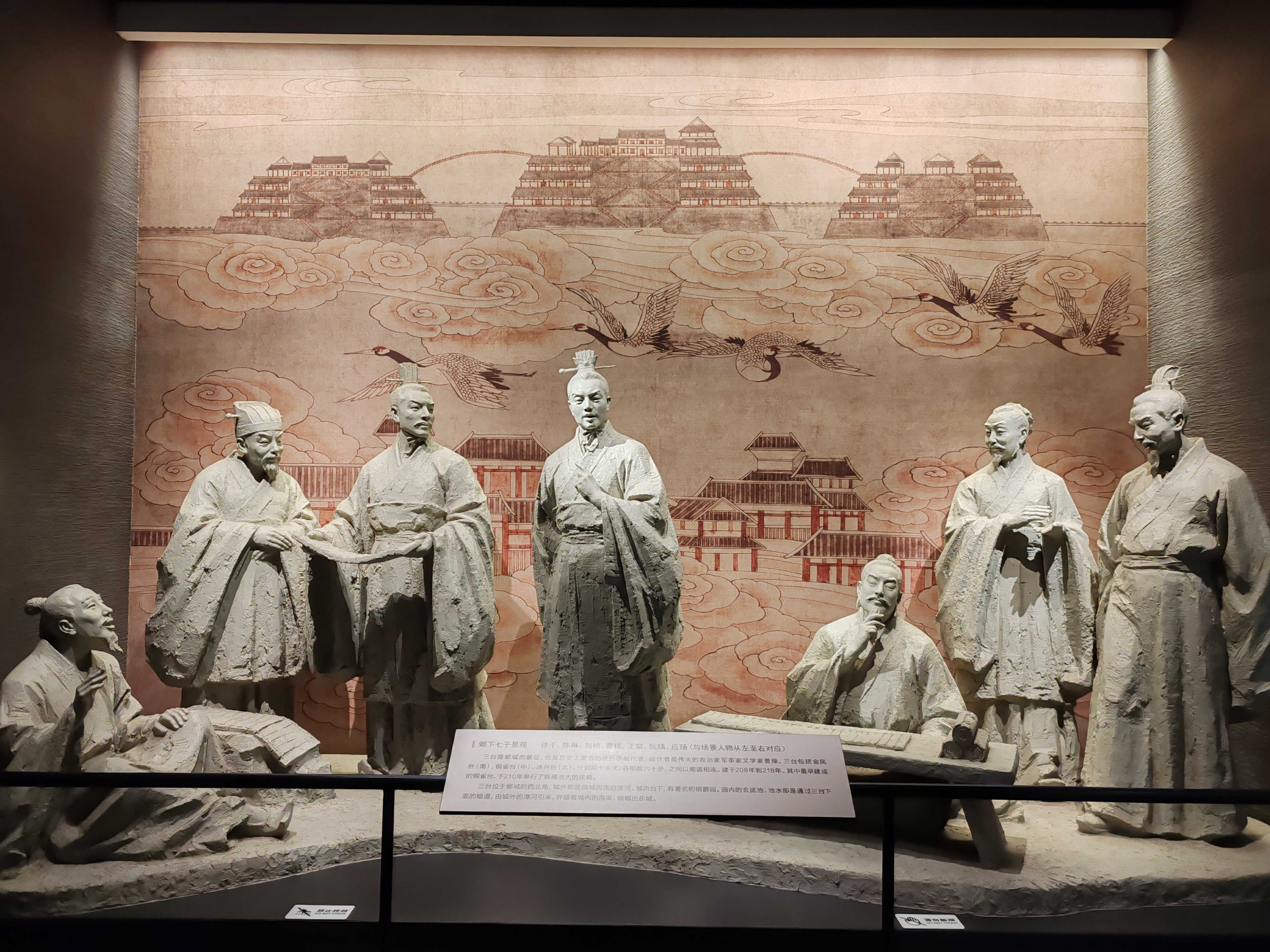
Sept Lettrés de Jian'an

Les Sept Lettrés de Jian'an (建安七子, Jian'an qizi) sont un groupe de sept écrivains chinois de l'ère Jian'an (196-220), appelé aussi la Pléiade de Jian'an, ou les Sept Maîtres de l'ère Jian'an. Les sept sont : Kong Rong, Chen Lin, Wang Can, Xu Gan, Ruan Yu, Ying Chang et Liu Zhen.
L'expression est due à Cao Pi qui, dans son Discours sur la littérature (Lun wen), les met ainsi en valeur. Tous appartiennent à l'entourage de Cao Cao, excepté Kong Rong, exécuté par ce même Cao Cao.
Leur poésie témoigne de la période troublée de la fin de la dynastie des Han. Cette époque, durant l'ère Jianan, voit apparaître l'amorce d'une poésie cherchant à exprimer des émotions personnelles, davantage que des intentions. Les Sept Lettrés de Jianan bénéficiaient de la protection des frères Cao (Cao Pi et Cao Zhi), eux-mêmes poètes. Le plus réputés des sept est Wang Can.